# 難民教育基金
難民教育基金（なんみんきょういくききん、英: Refugee Education Trust）は、2000年12月15日に設立された、難民の子女に対し中・高等教育を受ける機会を提供しようとする団体。緒方貞子が難民高等弁務官時代に、国際連合難民高等弁務官事務所（UNHCR）の設立50周年を記念して設けたものである。教育基金は、スイス法人として弁務事務所から法的に独立している。英語での略称は、RET。
日本国内では、日本UNHCR協会（国連難民高等弁務官事務所の日本での公式支援窓口）が、この難民教育基金のための募金窓口になっている。